# Polissoirs de la Pointe des Roches
Les polissoirs de la Pointe des Roches sont des polissoirs situés sur le territoire de la commune de Bernoy-le-Château dans la commune déléguée de Berzy-le-Sec, dans le département de l'Aisne, en France.

## Localisation
Les polissoirs sont situés sur la commune de Bernoy-le-Château dans la commune déléguée de Berzy-le-Sec, dans le département de l'Aisne.

## Historique
Le monument est classé au titre des monuments historiques en 1899.